# Swingin' on a Rainbow
Swingin' on a Rainbow é um filme norte-americano de 1945, do gênero comédia musical, dirigido por William Beaudine e estrelado por Jane Frazee e Brad Taylor.

## Produção
Swingin' on a Rainbow, outro dos muitos musicais classe B produzidos pela Republic Pictures, mostra um enredo explorado diversas vezes pelo estúdio: o compositor que vai atrás do plagiário de canções de sua autoria, para pedir reparação.
A película ficou tristemente lembrada por trazer a derradeira atuação de Harry Langdon, um dos principais comediantes do cinema mudo. Langdon faleceu enquanto ensaiava um número para o filme.

## Sinopse
A jovem Lynn Ford vai a Nova Iorque exigir 1000 dólares ao bandleader Jimmy Rhodes, que teria roubado a autoria de composições suas. Lá, ela encontra o amor na figura do letrista Steve Ames, com quem, sem saber, escrevera várias canções no passado.

## Elenco
| Ator/Atriz     | Personagem       |
| -------------- | ---------------- |
| Jane Frazee    | Lynn Ford        |
| Brad Taylor    | Steve Ames       |
| Harry Langdon  | Chester Willouby |
| Minna Gombell  | Minnie Regan     |
| Amelita ward   | Barbara Marsden  |
| Tim Ryan       | Hustun Greer     |
| Paul Harvey    | Thomas Marsden   |
| Wendell Niles  | Locutor          |
| Richard Davies | Jimmy Rhodes     |
| Helen Talbot   | Myrtle           |